# アークロー男爵

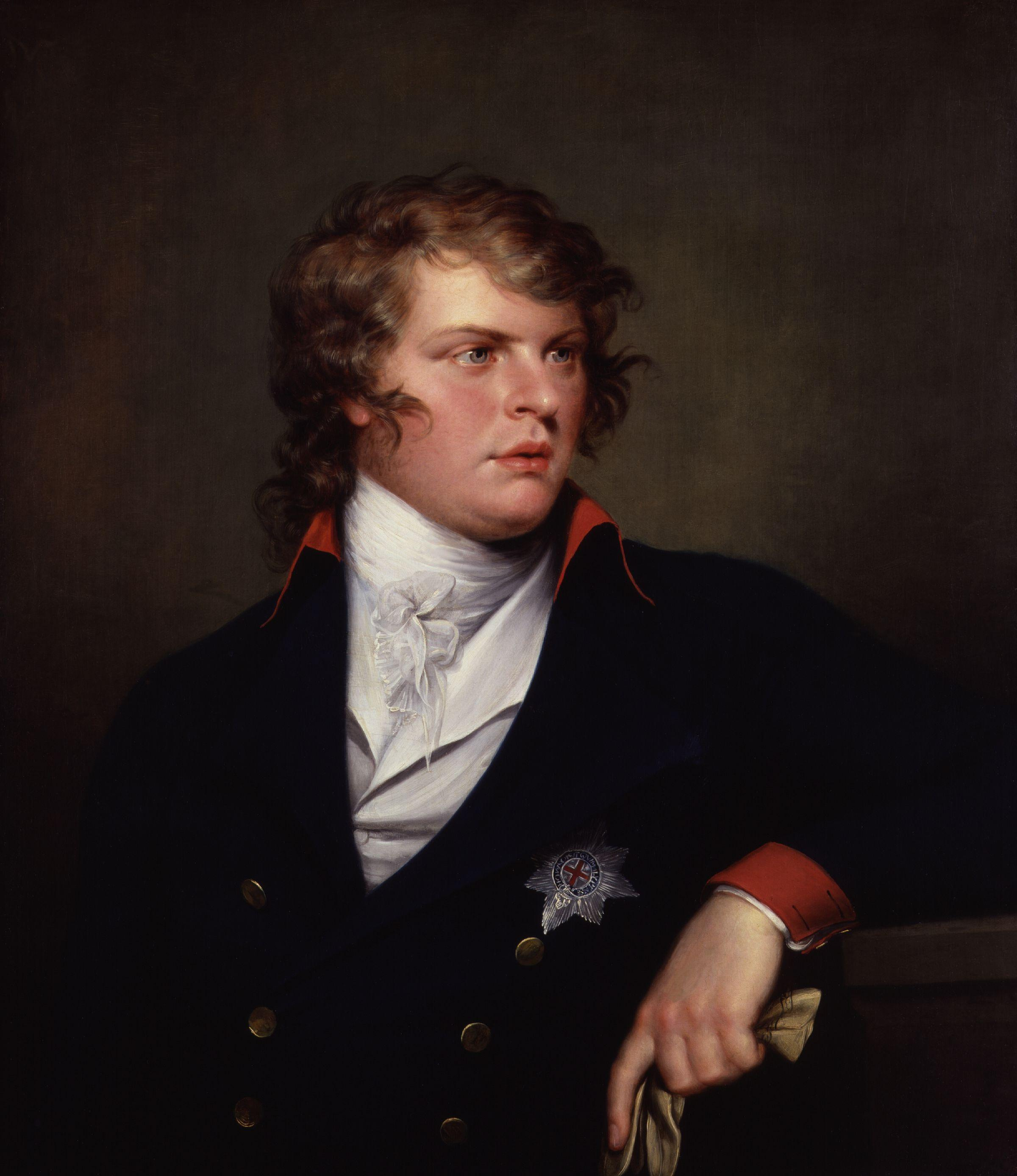
サセックス公爵オーガスタス・フレデリック王子、1798年。

アークロー男爵（アークローだんしゃく、英語: Baron Arklow）は、イギリスの男爵位。連合王国貴族として2度創設され、2度とも従属爵位だった。

## 歴史

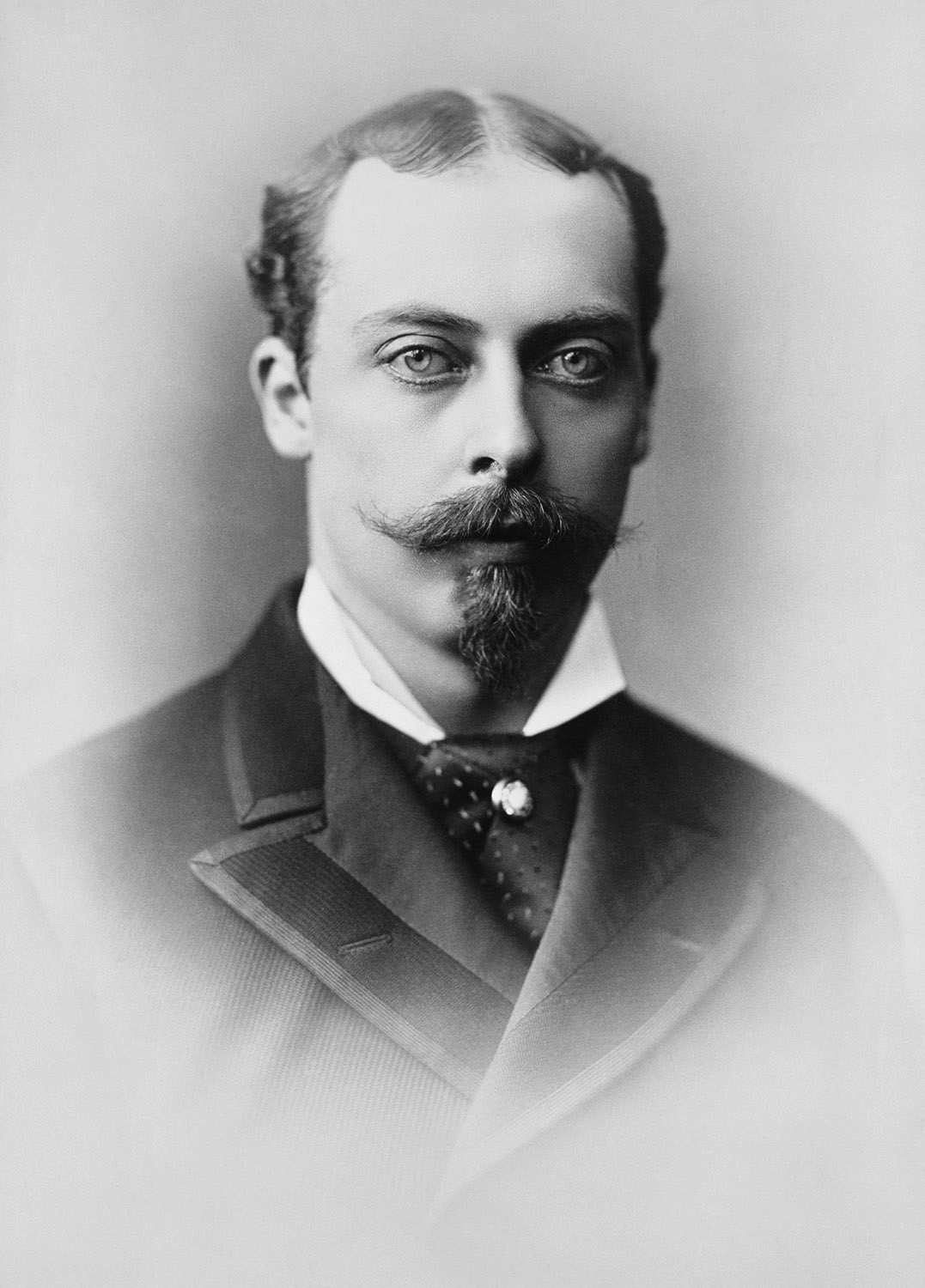
オールバニ公爵レオポルド王子、1882年。

1801年、ジョージ3世(1738-1820)の六男オーガスタス・フレデリック王子(1773-1843)はアークロー男爵、インヴァネス伯爵、サセックス公爵に叙された。しかし、2度の結婚ともに1772年王室結婚法で無効とされたため、嫡出子がおらず、1843年4月21日にオーガスタス・フレデリック王子が死去したことに伴い爵位は廃絶した。
1881年5月24日、ヴィクトリア女王(1819-1901)の四男レオポルド王子(1853-1884)はアークロー男爵、クラレンス伯爵、オールバニ公爵に叙された。1884年にレオポルド王子が死去すると、息子チャールズ・エドワードが爵位を継承したが、1919年3月28日には1917年称号剥奪法に基づく国王ジョージ5世の命令により爵位を剥奪された。『クラクロフト貴族名鑑』によると、チャールズ・エドワードの息子ヨハン・レオポルト(1906-1972)の息子エルンスト・レオポルト(1935-1996)の息子フベルトゥス(1961-)は1917年称号剥奪法第2条に基づき、オールバニ公爵の回復を求めることができる。ヨハン・レオポルドの貴賤結婚により、彼の子孫はザクセン＝コーブルク＝ゴータ公爵家の家長になれなかったが、オールバニ公爵への請求権には影響しなかったという。

## アークロー男爵（第1期、1801年）
- 初代サセックス公爵・初代アークロー男爵オーガスタス・フレデリック王子（1773年 – 1843年）

## アークロー男爵（第2期、1881年）
- 初代オールバニ公爵・初代アークロー男爵レオポルド王子（1853年 – 1884年）
- 第2代オールバニ公爵・第2代アークロー男爵チャールズ・エドワード王子（1884年 – 1954年）
  - 1919年、1917年称号剥奪法により爵位剥奪